# 庄社理
莊社理 PC（ʒɑ̃ ʃɑːʀɛ；英文原名，1958年6月24日—），又译莊社礼，中国大陆称其为让·沙雷，加拿大政治人物，1993年短暫擔任第5任加拿大副總理，2003年至2012年間則為第29任魁北克省省長。他從1984年至1998年間以联邦進步保守黨黨員身份出任眾議院議員，代表魁北克省舍布鲁克選區，期間先後在總理马尔罗尼和坎贝尔的内阁中出任數項聯邦部長職務，1993年至1998年間則任進步保守黨黨魁。1998年起他轉戰魁北克省級政壇，出任魁北克自由黨黨魁並當選舍布魯克選區省議員，至2012年省議會選舉中失掉自己的議席為止。

## 家庭背景
莊社理生于魁北克省舍布鲁克，父母分別為法裔的克勞德·沙雷（Claude 'Red' Charest）和爱尔兰裔的麗塔·倫納德（Rita Leonard）。1980年他在舍布鲁克大学法学院毕业，翌年從魁北克大律師公會取得执業律师資格後在舍布鲁克一家律師事務所執業。
庄社理於1980年與米歇爾·迪翁（Michèle Dionne）結婚，兩人育有三名子女。

## 初進國會
1984年加拿大聯邦大選中，他代表加拿大进步保守党赢得舍布鲁克选区的国会下議院议员资格，並從1984年到1986年間担任下议院全體委員會助理副主席。1986年，年仅28岁的庄社理被任命为马尔罗尼内阁政府的青年國務部長，成为加拿大历史上最年轻的政府部长。1988年起他兼任健康和業餘运动國務部长，但後來卻因為就一宗涉及加拿大田径协会的官司不當地向主審法官對話而在1990年被迫辞职。1991年他又重新入閣，成为政府环境部长。

## 进步保守党党魁
受到北美自由貿易協議、經濟衰退和失業率高企、開徵貨勞稅以及修憲失敗等因素拖累，進步保守黨的民望低迷，馬爾羅尼遂於1993年2月宣佈辭任總理和進步保守黨黨魁，同年6月生效。莊社理宣佈角逐黨魁，其後卷入薛瑞柏贿赂丑闻。薛瑞柏聲稱自己給予莊社理三万元现金參選，但庄社理表示自己只從薛瑞柏收取一万元，並合乎当时的法律。莊社理於1993年6月13日舉行的黨魁選舉中在次輪投票敗於時任國防部長金·坎贝尔；為了展現黨員團結，坎貝爾就任總理後任命莊社理為副總理、工業及科技部長和消費者及企業事務部長。
縱使坎貝爾的個人支持度不俗，进步保守党仍遭受眾多負面因素拖累，在1993年10月的联邦大选中大败，執政地位敗予自由黨之餘議席數目更從選前的154席大幅減至僅2席，並在國會内失掉正式政黨地位；兩名保著議席的进步保守党党員中一人為莊社理。坎貝爾失掉自己的溫哥華中選區議席並辭去黨魁職務；莊社理隨之出任臨時黨魁，再於1995年4月被正式任命为进步保守党党魁，成為加拿大历史上第一位及最后一位法裔的进步保守党主席。
在1997年的联邦大选中，庄社理领导下的进步保守党赢得国会301席中的20席，其中大部分是在大西洋省份，讓該黨取回正式政黨地位，但是庄社理对这一成绩还是感到很不满意。

## 转战魁省政坛
1995年魁北克獨立公投期間，莊社理為反對獨立陣營一員，並在其中一場造勢大會上揮揚其加拿大護照。其後他成為魁北克統派陣營中最受歡迎的人物之一，更有於1997年中進行的民調顯示他的支持度較時任魁北克省省長和魁人党黨魁布薩（Lucien Bouchard）還要高。統派魁北克自由黨黨魁約翰遜（Daniel Johnson）於1998年初宣佈辭職後，不少統派人士游說莊社理參選該黨黨魁。莊社理遂於同年4月初宣佈辭任加拿大進步保守黨黨魁並改為競逐魁省自由黨黨魁，同月30日當選。
在1998年11月的省选中，庄社理在舍布鲁克選區當選省議員，首度晉身魁北克省議會。他領導下的自由党亦获得了比魁人党更多的选票，但是由于选票过于集中于部分选区，魁人党还是赢得了省议会多数议席繼續執政；莊社理遂成為省議會官方反對黨黨魁。

## 魁北克省长
在随后的2003年省选中，庄社理终于凭借改革医疗体制、减税、精简政府的诉求带领魁省自由党击败魁人党，组成多数政府，结束了魁人党九年的统治。但是在之后的任期内，他以前任政府存在隐性赤字为理由，没能兑现自己减税的竞选诺言。他的政府还受到了魁北克工会方面的强大挑战。但是在开源节流以及提倡环保方面，庄社理的政府还是被认为做得相当出色。2007年省选中魁省自由党未能保住多数党地位，结果造就了魁省一百二十九年来第一个少数党政府。選後他籌組了魁省歷來首個兩性均衡內閣。
2008年11月，庄社理表示魁北克需要一個強勢的多數政府，以引領該省應對金融海嘯。他遂請示魁北克省督解散魁北克省議會，並提前至同年12月8日舉行省选。庄社理在該次省选中带领自由党成功連任並重拾多数党地位，成為寂靜革命以來首個連續贏得三屆省選的魁北克政黨。
2012年8月1日，莊社理請示魁北克省督解散省議會，並於同年9月4日舉行省選。面對建築業腐敗事件和大專學生反對學費上漲而舉行連串示威活動等因素，自由黨在民調的支持度一直落後於魁人黨。魁人黨終以少數政府姿態重拾執政黨地位，而莊社理除失去省長一職外，亦在自己的舍布鲁克選區中敗給魁人黨的候選人。同年9月5日（即選舉翌日），他宣佈辭去自由黨黨魁職務。

## 離開政治
莊社理於2013年加入麥啓泰律師事務所，出任該行商務法律小組的合夥人。據《環球郵報》報道，該行於2019年受僱於華為，莊社理亦成為華為顧問，就孟晚舟案和加拿大5G無線網絡建設事宜向華為提供策略建議。
聯邦保守黨於2019年大選中未能贏取執政權，安德魯·熙爾於同年12月宣布辭任該黨黨魁。此後莊社理一度表示會考慮競逐該職，但他於2020年1月宣布不會競選聯邦保守黨黨魁。
莊社理於2020年10月入禀控告魁北克省政府，指其轄下的反貪單位調查他領導下的魁省自由黨財務時，對外泄露他及其家人的個人保密資料。
2022年3月9日，莊社理宣佈競逐聯邦保守黨黨魁職務
。9月10日，溥禮瑞在首輪投票以過半數的68.15%壓倒性擊敗莊社理（16.07%）成為保守黨新任黨領。

## 榮譽

### 殊勳
| 綬帶 | 勳章                           | 注釋                                                                                                |
|      | 加拿大聯邦成立125週年紀念勳章  | - 1992年頒發 - 莊社理當時為加拿大樞密院成員和加拿大眾議院議員，在加拿大排名名單之列，遂獲發此勳章。 |
|      | 伊利沙伯二世金禧獎章（加拿大） | - 2002年頒發 - 莊社理為前任聯邦內閣部長和加拿大樞密院成員，在加拿大排名名單之列，遂獲發此勳章。     |
|      | 伊利沙伯二世鑽禧獎章（加拿大） | - 2012年頒發 - 莊社理為前任聯邦內閣部長和加拿大樞密院成員，在加拿大排名名單之列，遂獲發此勳章。     |
|      | 法國榮譽軍團指揮官勳章         | - 2009年頒發                                                                                        |

## 外部連結
- （英文）Jean Charest - National Assembly of Quebec （页面存档备份，存于） 魁北克省議會網站 莊社理議員簡介
- （英文）Biography of the Premier - Jean Charest 魁北克省政府網站 莊社理省長簡介
- （英文）PARLINFO - CHAREST, The Hon. Jean J., P.C., LL.B. （页面存档备份，存于） 加拿大國會網站 莊社理議員簡介